# コンサングィナモリー
コンサングィナモリー（consanguinamory）は、親子.、またはその欲求。

## 支援活動
コンサングィナモリーの支持者は、近親者間の合意を前提とした性愛に基づくパートナーシップが結婚として認識されるようになることを推進しており、そのようなカップルの支援と弁護を目的としたウェブサイトが設立されている。彼らはコンサングィナモリーを性的指向の一つと述べている。